# 12月麒麟座流星雨
麒麟座流星雨是一個穩定的小流星雨，國際縮寫為MON，固定出現在每年的12月7日至20日，極大期在12月9日。與國際縮寫為AMO的麒麟座α流星雨為不同的流星雨。

## 資料來源
- http://www.imo.net/calendar/2009#pho（页面存档备份，存于）
- http://www.amsmeteors.org/showers.html#2009（页面存档备份，存于）